# コッツウォルズ

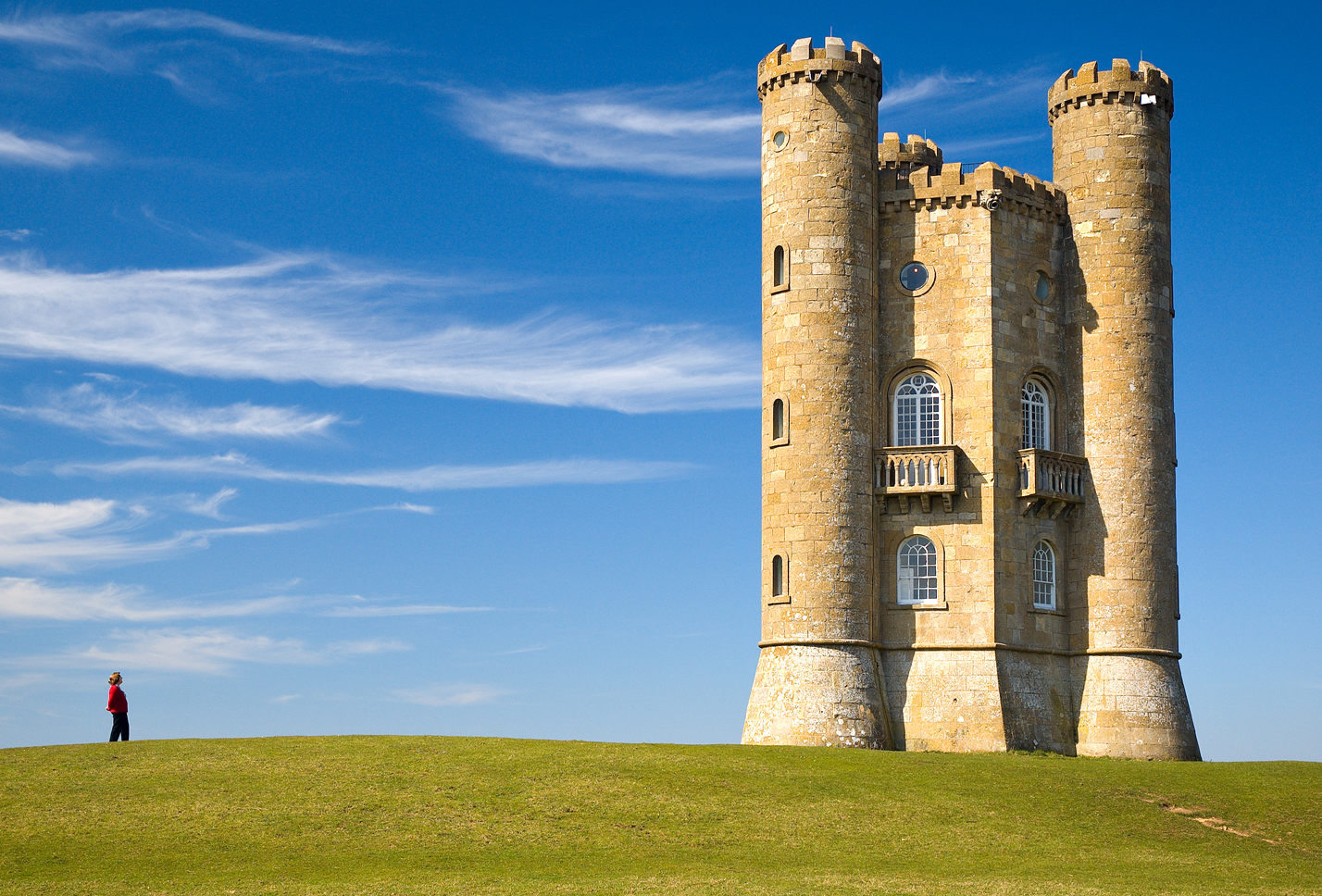
コッツウォルズのブロードウェイ塔

コッツウォルズ (Cotswolds) は、イングランド中央部に広がる標高300m以上に達する丘陵地帯であり、時にイングランドの中心と呼ばれる。特別自然美観地域に指定され、クリーブヒルがこの丘陵地帯で最も高く、330mである。
コッツウォルズはグロスターシャーで最も面積が広く、サマセット州、オックスフォードシャー、ウィルトシャー、ウォリックシャー、ウスターシャーの各州にまたがる。

## 歴史

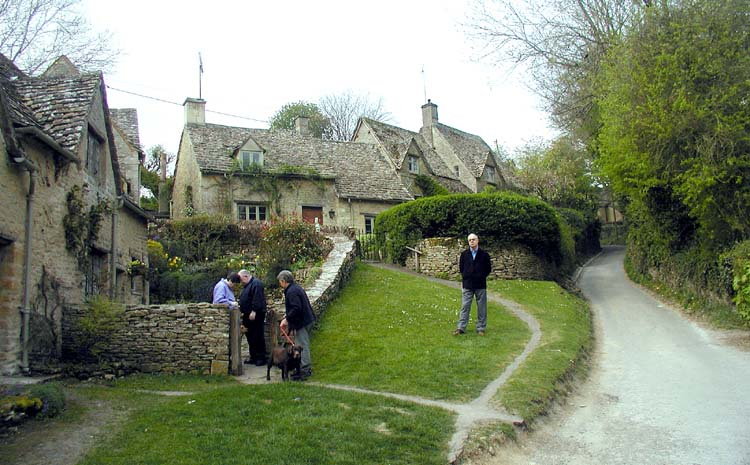
コッツウォルズの村の典型的な風景。蜂蜜色の石を積んでできた家が並ぶ

コッツウォルズは歴史が古く、羊毛の交易で栄えていた。現在でも、古いイングランドの面影を残した建物を見ることができる。20世紀にはいり、その景観を活かした観光業が盛んになっており、毎年多くの観光客が訪れている。黄色みを帯び「蜂蜜色の石」「ライムストーン」とも称される石灰岩「コッツウォルズストーン」を使った建物群が特徴的な景観をなしている。

## 主な集落・都市

### 北コッツウオルド
- チッピング・カムデン
- ブロードウェイ
- スノーズヒル
- モートン＝イン＝マーシュ
- ボートン＝オン＝ザ＝ヒル
- ウィンチカム
- ストウ＝オン＝ザ＝ウォルド

### 中コッツウオルド
- ザ・スローターズ
- ボートン＝オン＝ザ＝ウォーター
- ノースリーチ
- バーフォード

### 南コッツウオルド
- バイブリー
- マームズベリー
- ペインスウィック
- カースル・クーム
- レイコック

## 交通
- 大都市からは長距離バス（コーチ）が出ている。
- 町の間を移動するにはバスに乗る必要がある。

## コッツウォルズゆかりの人物
- ビアトリクス・ポター
- ジェーン・オースティン
- ウィンストン・チャーチル
- グスターヴ・ホルスト - 1900年、ウィリアム・モリス追悼のためにコッツウォルズを題材とした交響曲を作曲。
- ウィリアム・モリス
- チャールズ3世

## 企業
- ダイソン

## 見所
- チェルトナム画廊&博物館
- パインズウィックのロココ式の庭園
- バラの2200の種があるマームズベリー修道院家の庭